# François Rudler
François Joseph Rudler (Vieux-Thann, 7 maggio 1910 – Fréjus, 19 febbraio 1984) è stato un cestista francese.

## Carriera
Con la Francia ha preso parte alle Olimpiadi 1936 e ai Campionati europei del 1935.